# Fremkaldelse
Fremkaldelse er den kemiske proces, der reducerer sølvsaltene i det latente billede på eksponeret fotografisk film eller fotografisk papir og derved danner et synligt billede.

## Sort-hvid-fremkaldelse
Når en film eksponeres dannes et latent billede, der er er usynligt indtil fremkaldelsen. Under fremkaldelsen reduceres de lysfølsomme sølvsalte i filmen, der har været udsat for lys til metallisk sølv, der udgør billedet. Alle sølvhalogenidkrystallerne i filmen er i princippet modtagelige for reduktion af fremkalderen, men i de områder på filmen som er blevet eksponeret for lys sker reduktionen hurtigere og filmen sværtes derfor mere her, og der dannes derfor et negativt billede (eller bare et negativ).
Når fremkalderen har virket tilstrækkeligt længe, standses processen, enten ved at skylle fremkalderen væk eller ved at anvende et decideret stopbad. Stopbadet er blot en fortyndet syreopløsning, der virker ved at sænke pH. Fordelen er, at fremkaldelsen standses øjeblikkeligt, samt at fixéren ikke skal bruge sin bufferkapacitet på at nedbringe pH.
Til slut fikseres negativet ved at de ufremkaldte sølvsalte fjernes fra filmen. Fixéren indeholder ioner, der undergår kompleksdannelse med sølvionerne, hvorved de tungtopløselige sølvhalogenider opløses. Tidligere har cyanider været anvendt som fixér, men de er i dag næsten helt fortrængt af natrium- og ammoniumthiosulfat, på nær i visse specialteknikker. I mangel af bedre kan bordsalt anvendes som fixér, da chlorid også virker som kompleksdanner.
Ud fra negativet kan der i en lignende proces kaldet kopiering fremstilles positive papirbilleder (kopier).

## Omvendefremkaldelse
I tilfældet hvor et dias ønskes, kan filmen i en proces kaldet omvendefremkaldelse laves direkte til et positiv. Filmen fremkaldes som normalt, men typisk kræves der en vis eksperimentering med tiden, da der ikke i samme grad som ved negativfremkaldelse er én standardprocedure. Efter fremkaldelsen bleges alt det reducerede sølv væk med et kraftigt oxidationsmiddel (f.eks. svovlsurt kaliumdichromat eller natriumpermanganat). Resterende sølvsulfat fjernes i et natriumsulfitbad. Filmen belyses nu overalt og fremkaldes anden gang, denne gang med en kraftigere fremkalder, så alle resterende sølvsalte omdannes til metallisk sølv.
Til gode diapositiver kræves kontrastrige film; film hurtigere end 100 ISO er derfor oftest ikke velegnede.

## Farvefremkaldelse
Tekst mangler, hjælp os med at skrive teksten